# Municipio de Crystal Bay
El municipio de Crystal Bay (en inglés: Crystal Bay Township) es un municipio ubicado en el condado de Lake en el estado estadounidense de Minnesota. En el año 2010 tenía una población de 472 habitantes y una densidad poblacional de 0,86 personas por km².

## Geografía
El municipio de Crystal Bay se encuentra ubicado en las coordenadas 47°37′13″N 91°11′13″O / 47.62028, -91.18694. Según la Oficina del Censo de los Estados Unidos, el municipio tiene una superficie total de 546.27 km², de la cual 530,52 km² corresponden a tierra firme y (2,88 %) 15,75 km² es agua.

## Demografía
Según el censo de 2010, había 472 personas residiendo en el municipio de Crystal Bay. La densidad de población era de 0,86 hab./km². De los 472 habitantes, el municipio de Crystal Bay estaba compuesto por el 99,36 % blancos, el 0,21 % eran amerindios, el 0,21 % eran asiáticos y el 0,21 % eran de una mezcla de razas. Del total de la población el 0,21 % eran hispanos o latinos de cualquier raza.